# Chen Fangyun
Chen Fangyun (chinesisch 陳芳允 / 陈芳允, Pinyin Chén Fāngyǔn, * 3. April 1916 in Huangyan; † 29. April 2000 in Peking) war ein chinesischer Nachrichtentechnik-Ingenieur. Er entwickelte die Systeme für die Bahnverfolgung, Telemetrie und Steuerung der ersten chinesischen Satelliten, war der Vater des Beidou-Satellitennavigationssystems und einer der Initiatoren des Nationalen Programms zur Entwicklung von Hochtechnologie. Am 18. September 1999 wurde ihm der Verdienstorden „Zwei Bomben, ein Satellit“ (两弹一星功勋奖章) verliehen.

## Jugend und Studium
Chen Fangyun wurde am 3. April 1916 in Huangyan, heute ein Stadtbezirk von Taizhou, Provinz Zhejiang, als Sohn eines Offiziers geboren. Bereits mit fünf Jahren begann er eine private Einklassenschule (私塾) zu besuchen. Im folgenden Jahr starb seine Mutter. Erst 1928 kam er auf das Gymnasium, absolvierte am Kreisgymnasium Huangyan die Unterstufe und ab 1931 am Gymnasium Pudong, Shanghai die Oberstufe. 1934 bestand er die Aufnahmeprüfung für die Tsinghua-Universität in Peking, wo er zunächst Maschinenbau, dann Physik studierte.
Nach dem Zwischenfall an der Marco-Polo-Brücke am 7. Juli 1937 wurde die Tsinghua-Universität zusammen mit der Universität Peking und der Nankai-Universität, Tianjin, in das relativ sichere Kunming verlegt, wo sie die Vereinigte Südwest-Universität bildeten. An der Fakultät für Physik unterrichteten damals Ren Zhigong (任之恭, 1906–1995) und Meng Zhaoying (孟昭英, 1906–1995) Nachrichtentechnik, wobei besonders die Vorlesungen in angewandter Nachrichtentechnik Chen Fangyuns Interesse weckten. Nach seinem Abschluss 1938 blieb er auf Vorschlag und Empfehlung von Ren Zhigong an der Vereinigten Südwest-Universität und unterrichtete dort am Institut für Nachrichtentechnik Funktelekommunikation.

## Frühe Entwicklertätigkeit
Später arbeitete Chen Fangyun in der Fabrik für Funktechnik der Luftfahrtkommission Chengdu. Dort entwickelte er ein Funkpeilgerät, woraufhin er zum Leiter der Forschungsabteilung befördert wurde und an in Flugzeugen installierten Navigationssystemen arbeitete. Anfang 1945 ging Chen Fangyun nach England, um dort in der Forschungsabteilung des Elektronikherstellers A.C. Cossor Ltd. zu arbeiten. Zuerst arbeitete er am Standort London an der Entwicklung von Stromkreisen für Farbfernseher (den ersten Schwarz-Weiß-Fernseher hatte A.C. Cossor bereits 1936 auf den Markt gebracht), dann wirkte er im Radarlabor der Fabrik Manchester an Entwicklung und Bau von Radargeräten für Schiffe mit.
Im Mai 1948 kehrte Chen Fangyun nach China zurück, wo er zunächst im Shanghaier Institut für Physiologie und Biochemie an der Messung von Nervenströmen arbeitete. Das Institut wurde im März 1950 der Chinesischen Akademie der Wissenschaften als Zweiginstitut unterstellt. 1951 trat er in die Gesellschaft des 3. September ein, eine politische Partei, die die Interessen von Akademikern vertrat. 1953 wurde Chen Fangyun nach Peking versetzt, wo er im Auftrag von Akademie-Vizepräsident Wu Youxun an den Planungsarbeiten zur Einrichtung des Instituts für Elektronik der Akademie der Wissenschaften mitwirkte.
1955 wurde er zum Wissenschaftsrat im Rang eines Professors (研究员) befördert und begann dort nach der Gründung des Instituts 1958 als Leiter des 4. Labors (第四研究室) zu arbeiten, wo man sich primär mit der Entwicklung von Schaltkreisen befasste.

## Raumfahrt
Als die Sowjetunion am 4. Oktober 1957 den ersten künstlichen Erdsatelliten Sputnik 1 startete, führte Chen Fangyun bei dem auf den bekannten Frequenzen 20,005 MHz und 40,002 MHz sendenden Satelliten Messungen der Doppler-Verschiebung der Trägerwelle durch, womit er die Geschwindigkeit des Satelliten bestimmen und damit die Bahnelemente berechnen konnte. Nach drei Wochen waren die Batterien des Satelliten erschöpft, und die weitere Bahnbeobachtung erfolgte mit optischen Teleskopen, in China ab November 1957 durch das „Satellitenbeobachtungs-Netzwerk der Chinesischen Akademie der Wissenschaften“ (中国人造卫星观测网络, Pinyin Zhōnggúo Rénzào Wèixīng Guāncè Wǎngluò).
Ab 1958 unterstützte er Wang Shouguan (王绶琯, * 1923) vom neugegründeten Astronomischen Observatorium Peking beim Aufbau der radioastronomischen Forschung in China. Außerdem begann er sich in jenem Jahr mit der Entwicklung eines Messgeräts für kurze Funkblitze im Nanosekundenbereich zu befassen. 1963 konnte er das weltweit erste Gerät dieser Art herstellen. Basierend auf den Prinzipien dieses Geräts hatte er ab 1960 auch ein Mehrkanal-Impulsmessgerät entwickelt, das er dem Kernwaffentestgelände Lop Nor zur Verfügung stellte, wo es am 16. Oktober 1964 bei der Messung der Stärke der Detonation der ersten chinesischen Atombombe zum Einsatz kam.
Nachdem Premierminister Zhou Enlai und Vizepremier Nie Rongzhen, der Vorsitzende der Kommission für Wehrtechnik der Volksbefreiungsarmee, Anfang 1965 schriftliche Anträge von Zhao Jiuzhang und Qian Xuesen auf Bau eines chinesischen Satelliten genehmigt hatten, richtete die Akademie der Wissenschaften zunächst das „Projektierungsinstitut 651“ (“651”设计院) ein, im Jahr darauf das „Projektbüro 701“ (“701”工程处), das sich speziell mit der Bahnverfolgung des später Dong Fang Hong I genannten Satelliten befassen sollte. Dort arbeiteten Astronomen, Optik-Experten und Elektroingenieure, darunter Chen Fangyun. Noch 1966 wurde das Projektbüro 701 von der Wehrtechnik-Kommission übernommen. Der Status der Wissenschaftler war hierbei zwiespältig: halb Soldaten (was sie vor Übergriffen der Roten Garden schützte), halb Zivilisten. Als Chen Fangyun 1967 zur „Einheit 436“ der Volksbefreiungsarmee bei Weinan versetzt wurde, die Keimzelle des heutigen Satellitenkontrollzentrums Xi’an, trug er einen blauen Sun-Yatsen-Anzug, und da er weder Dienstgrad (die waren 1965 abgeschafft worden) noch Dienststellung hatte, wurde er von den Soldaten einfach als „ehrenwerter Meister“ (老师傅) angesprochen.
In Weinan war er verantwortlich für die Systeme zur Flugbahnüberwachung des im Bau befindlichen Satelliten, wobei er auf seine Erfahrung bei der Bahnparameter-Bestimmung von Sputnik 1 zurückgreifen konnte – nach dem Start des Satelliten am 24. April 1970 kamen erneut Doppler-Messgeräte zum Einsatz.
Dies war nicht unumstritten. Die USA und die Sowjetunion verwendeten damals bereits Langbasisinterferometrie (VLBI) zur Ortsbestimmung ihrer Satelliten. Als die Chinesische Akademie der Wissenschaften Ende 1965 eine große Sitzung abhielt, um die anzuwendenden Methoden der Bahnverfolgung zu besprechen, war das einzige, worüber sich alle einig waren, dass das seit 1957 bewährte Satellitenbeobachtungs-Netzwerk der Akademie in das Projekt 651 eingebunden werden sollte. Die Observatorien dieses Netzwerks verwendeten jedoch optische Theodolite, was einen wolkenfreien Himmel erforderte. Bei dem vorliegenden Projekt von nationaler Bedeutung wollte man sich darauf nicht verlassen. Die an der Sitzung teilnehmenden Astronomen beharrten darauf, dass VLBI das derzeit beste System sei. Die Elektroingenieure wollten Radar einsetzen, und Chen Fangyun, der die Dinge in Anbetracht der damaligen Möglichkeiten Chinas so einfach wie möglich halten wollte, befürwortete Doppler-Messung. Am Ende einigte man sich darauf, dass der Punkt, an dem der Satellit in den Orbit einschwenkt, sicherheitshalber sowohl optisch als auch mit Radar und Doppler-Geräten bestimmt werden sollte. Ab dem zweiten Umlauf sollte dann zusätzlich ein VLBI-System mit jeweils einer Antenne in Nanning und einer in Kaschgar erprobt werden.
Dong Fang Hong I war ein automatischer Satellit. Nachdem er sich von der Trägerrakete gelöst hatte, klappten die Antennen aus und das an Bord befindliche Tonbandgerät begann das Lied Der Osten ist rot zu spielen. Beim nächsten Schritt, einem zur Erde zurückkehrenden Satelliten, in China „Fanhui Shi Weixing“ genannt, waren jedoch Steuerbefehle von der Erde nötig, ebenso bei geostationären Kommunikationssatelliten, wo zwei Bahnmanöver nötig waren, um sie nach dem Start in der gewünschten Umlaufbahn über dem Äquator zu positionieren. Im Zusammenhang mit dem 1970 begonnenen Shuguang-Projekt für einen bemannten Raumflug hatte Chen Fangyun das beim amerikanischen Apollo-Programm erstmals zum Einsatz gekommene „Unified S-Band“ studiert, bei dem auf einer einzigen Trägerwelle im S-Band Telemetrie, Sprachkommunikation und Steuersignale übertragen wurden. Das Shuguang-Projekt wurde 1972 eingestellt, aber Chen Fangyun war der Ansicht, dass das USB-Prinzip auch für Satelliten geeignet sei. Zusammen mit einigen Kollegen entwarf er ein entsprechendes System. Der Stabschef des Kosmodroms Jiuquan unterstützte den Plan, und als Chen Fangyun den formellen Antrag auf Bau eines solchen Systems bei der Kommission für Wehrtechnik der Volksbefreiungsarmee einreichte, fand er sowohl die Billigung von Qian Xuesen, damals Vizevorsitzender der Kommission, als auch die von Sun Jiadong (孙家栋, * 1929), dem Chefkonstrukteur der Satelliten: Durch die Zusammenfassung aller TT&C-Funktionen auf einer Trägerwelle brauchte man hierfür bei dem Satelliten nur noch eine Antenne, was eine beträchtliche Gewichtsersparnis bedeutete.

## Nationales Programm zur Entwicklung von Hochtechnologie
Am 23. März 1983 kündigte US-Präsident Ronald Reagan die Strategic Defense Initiative der USA an, die unter anderem den Aufbau eines Abwehrschirms gegen Interkontinentalraketen vorsah. Am 17. Juli 1985 wurde in Paris die Europäische Forschungskoordinierungsagentur EUREKA gegründet, dazu kamen noch ähnliche Initiativen beim Rat für gegenseitige Wirtschaftshilfe und in Japan. Unter dem Eindruck dieser Ereignisse fanden die chinesischen Wissenschaftler, dass China nicht zurückstehen dürfte. Chen Fangyun, der Kernphysiker Wang Ganchang, der Satelliteningenieur Yang Jiachi (杨嘉墀, 1919–2006) und der Laser-Pionier Wang Daheng (王大珩, 1915–2011) schlugen am 3. März 1986 in einem gemeinsamen Brief an die chinesische Regierung vor, dass China, um auf internationales Niveau zu kommen, die Entwicklung der heimischen Hochtechnologie fördern sollte. Deng Xiaoping, damals Vorsitzender der Zentralen Militärkommission, unterstützte den Vorschlag, woraufhin der Staatsrat der Volksrepublik China das „Nationale Programm zur Entwicklung von Hochtechnologie“, nach dem Gründungsdatum auch bekannt als „Programm 863“, auflegte.
Für die ersten 15 Jahre wurden seinerzeit 10 Milliarden Yuan zur Verfügung gestellt,
um Projekte auf den 7 Gebieten Biotechnologie, Raumfahrt, Informatik, Laser, Automatisierung, Energie und Materialkunde zu fördern. Bis 2010 wurde von den insgesamt 5200 geförderten Projekten ein wirtschaftlicher Wert von 56 Milliarden Yuan direkt generiert, mit sekundären Effekten lag der wirtschaftliche Nutzen bei 200 Milliarden Yuan.

## Positionsbestimmungssystem
Nachdem die USA 1978 den ersten GPS-Satelliten gestartet hatten, und die Sowjetunion 1982 die ersten drei GLONASS-Satelliten, machte sich auch Chen Fangyun Gedanken über ein satellitengestütztes Navigationssystem. 1983 schlug er einigen Mitarbeitern vor, hierfür zwei geostationäre Satelliten zu verwenden. Der Arbeitstitel des Projekts lautete „Doppelsatellit-Positionsbestimmungssystem“ (双星定位系统, Pinyin Shuāngxīng Dìngwèi Xìtǒng). Anders als in den USA und der Sowjetunion, wo von vornherein ein System mit zahlreichen Satelliten geplant war, entwarfen Chen Fangyun und seine Kollegen in Anbetracht der damals noch begrenzten wirtschaftlichen Möglichkeiten Chinas ein System, bei dem nur zwei Satelliten und eine Bodenstation nötig waren: die Bodenstation sendet ein Signal über die Satelliten an das Gerät beim Nutzer und dieses sendet ein Antwortsignal über die Satelliten zurück an die Bodenstation, wo aus der unterschiedlichen Laufzeitverzögerung bei beiden Satelliten die Position des Nutzers bestimmt wird, die diesem wiederum über die Satelliten mitgeteilt wird.
Im April 1985 stellte Chen Fangyun dieses Konzept auf einer Konferenz öffentlich vor, im März 1986 wurde ein vorläufiger Antrag auf Entwicklung des Doppelsatellit-Positionsbestimmungssystems gestellt, und im April 1986 fand eine Sitzung zur Einschätzung der Machbarkeit statt. Drei zentrale Fragen kristallisierten sich heraus:
- Warum brauchen wir dieses Doppelsatellit-Positionsbestimmungssystem, wenn es bereits das GPS-System gibt?
- Ist das System mit unserem Technologie-Niveau machbar?
- Können wir es finanzieren?

Abgesehen von dem Vorteil, dass das Doppelsatellit-Positionsbestimmungssystem, anders als GPS, auch die Übermittlung kurzer Textnachrichten erlauben würde, kamen die Sitzungsteilnehmer nach heftiger Diskussion überein, dass es unter geostrategischen Gesichtspunkten und um die Sicherheit des Landes zu gewährleisten wichtig sei, ein eigenes Navigationssystem zu entwickeln. 17 Unterprojekte wurden definiert, Sun Jiadong wurde zum Chefkonstrukteur der Satelliten ernannt, und Chen Fangyun – im Alter von 70 Jahren – zum Chefkonstrukteur der elektronischen Systeme.
Chen Fangyun starb am 29. April 2000 und konnte den Start des ersten chinesischen Navigationssatelliten – das System wurde später auf mehrere Satelliten ausgebaut und Beidou genannt – am 30. Oktober 2000 nicht mehr erleben.